# 御橋廣眞
御橋 廣眞（みはし こうしん、1937年（昭和12年） - ）は、日本の生物物理学者。
理学博士。名古屋大学名誉教授。日本福祉大学教授。財団法人天風会講師。大沢文夫の弟子の一人。山形県鶴岡市出身。

## 略歴
- 1937年 山形県鶴岡市に生れる。
- 1957年 （財）天風会に入会。
- 大学2年の時から中村天風より直接指導を受ける。
- 1960年 名古屋大学理学部卒業
- 1965年 同大学院理学研究科修了
  - 理学博士号（名古屋大学）取得。
- 名古屋大学教授
- 2001年3月31日、同職を定年退職する。
  - 名古屋大学名誉教授の称号を授与される。
- 日本福祉大学教授 退職

## 著作物

### 著書
- 『筋肉の動きを探る』 1994年 丸善 ISBN 4-621-03997-0
- 『蛍光分光とイメージングの手法』 2006年 学会出版センター ISBN 4-7622-3046-4

### 共著書
- 『螢光測定』 1983年 学会出版センター ISBN 4-7622-6348-6

### 報告書
文部省科学研究費補助金研究成果報告書
- 『生物界のエネルギー転換系にみられるタン白質複合構造体の緩和機構の研究』 1979年 名古屋大学
- 『筋の収縮弛緩の調節機構の多様性』 1990年-1992年 名古屋大学

### 博士論文
- 『G-アクチンの分子的形態』 名古屋大学 甲第229号